# Erquelinnesia
Erquelinnesia — вимерлий рід морських прихованошийних черепах вимерлої родини Thalassemyidae. Рід існував наприкінці крейдового періоду і в палеоцені (70,6-61,7 млн років тому). Скам'янілі рештки представників роду знайдені у Перу та Бельгії. Деякі викопні зразки, які приписували до Erquelinnesia, згодом віднесли до роду Euclastes.

## Опис
Черепаха схожа на сучасних морських черепах. У Erquelinnesia була велика голова та витягнута щелепа. Череп трикутної форми. Будова щелепа вказує на харчування молюсками. Панцир облегшений, що характерно для морських черепах.

## Види
- Erquelinnesia gosseleti
- Erquelinnesia meridionalis